# Décès en novembre 1990
Décès
- 1986
- 1987
- 1988
- 1989
- 1990
- 1991
- 1992
- 1993
- 1994

Pour une information complémentaire, voir la page d'aide.

| Date        | Nom                         | Activités                                                                | Âge | Source |
| ----------- | --------------------------- | ------------------------------------------------------------------------ | --- | ------ |
| 5 novembre  | Herbert Berghof             | acteur et metteur en scène américain d'origine autrichienne              | 81  |        |
| 5 novembre  | Alain Marconnet             | footballeur français                                                     | 45  |        |
| 5 novembre  | Raymond Oliver              | cuisinier et écrivain                                                    | 81  |        |
| 7 novembre  | Lawrence Durrell            | écrivain britannique                                                     | 78  |        |
| 9 novembre  | Quinto Martini              | sculpteur, peintre et poète italien                                      | 82  | (it)   |
| 12 novembre | Tetsumi Kudo                | peintre japonais                                                         | 55  |        |
| 15 novembre | Gideon Hausner              | juriste et homme politique israélien                                     | 75  |        |
| 23 novembre | Roald Dahl                  | écrivain britannique                                                     | 74  |        |
| 24 novembre | Joseph Jadrejak             | footballeur international français                                       | 72  |        |
| 25 novembre | Jorge Alcalde               | footballeur international péruvien                                       | 78  |        |
| 26 novembre | Savitri Khanolkar           | peintre suisse-indienne                                                  | 77  | (en)   |
| 27 novembre | Ossip Lubitch               | peintre russe                                                            | 93  |        |
| 28 novembre | Władysław Rubin             | cardinal polonais, préfet de la Congrégation pour les Églises orientales | 73  |        |
| 30 novembre | Octavio Antonio Beras Rojas | cardinal, archevêque de Saint-Domingue                                   | 84  |        |